# 儂族
儂族（越南语：／；壮语：Bouxnoengz 或 Noengzyaw）是越南官方認定的53個少數民族之一，與岱依族親緣關係密切。在中華人民共和國，這兩個民族都被劃為壯族。

## 分布
儂族人口約70萬，主要分布在越南北部內陸的山區。比較集中的地區包括諒山省、高平省、太原省、河江省、北𣴓省、老街省、宣光省等。

## 源流
目前生活在越南境內的岱依族與儂族跟中國的壯族一樣，由僚人分化而來。1950年代，中國政府將岱依族與儂族皆認定為壯族的支系。越南區分岱依族與儂族的主要標準，除族稱與自我認同外，即為岱依族是世居或較早由中國遷入越南的，而儂族是較晚近（18世紀以后）遷入的。其實在現代意義的國界劃定之前，中越兩側的民族遷徙與交流一直非常頻繁。
儂族人自稱“布儂”，“布”是“人”的意思；“儂”的名稱可能來源自10世紀中葉的生僚首領儂智高，或為古代中國廣西南部的壮族族姓之一。
儂族也有諸多支系，如英侬、萬承儂、安儂等，名稱多帶有中國祖居地的印記。

## 語言
儂族的語言儂語，屬于壯侗語系台语支，與壯語很接近，可以互通。

### 引用
1. ↑  （越南文）2019年人口普查报告 （页面存档备份，存于）
2. ↑  （英文）Population and Ethno-Demography in Vietnam, Khong Dien. Silkworm Books: Chiang Mai, Thailand, 2002: P55. ISBN 974-7551-65-9
3. ↑  范宏贵. . 广西民族学院学报（哲学社会科学版）. 2005-01, 第27卷 (第1期) （中文（简体））.
4. ↑  .   [2009-02-16]. （原始内容存档于2007-03-24）.

### 书目
- Đoàn, Thiện Thuật. Tay-Nung Language in the North Vietnam. [Tokyo]：Institute [sic] for the Study of Languages and Cultures of Asia and Africa, Tokyo University of Foreign Studies, 1996.

## 外部連結
- Nung People in Vietnam
- The Nung
- Nung - Vietnam Ethnic Group （页面存档备份，存于）